# Riccardo Lucca
Pour les articles homonymes, voir Lucca.
Riccardo Lucca, né le 24 février 1997 à Rovereto, est un coureur cycliste italien.

## Biographie
Riccardo Lucca est originaire de Rovereto, une commune située dans le Trentin-Haut-Adige. Il a suivi des études en économie et gestion à l'université de Trente durant sa carrière amateur.
En 2014, il se classe troisième du championnat d'Italie du contre-la-montre juniors (moins de 19 ans). L'année suivante, il s'impose à six reprises et termine deuxième au Giro della Lunigiana. Il court ensuite au sein des clubs Zalf Euromobil Désirée Fior et Colpack lors de ses trois premières saisons espoirs (moins de 23 ans). 
De 2020 à 2022, il évolue au niveau continental. Bon grimpeur, il s'illustre dans des courses du calendrier national italien. Il se classe également sixième d'une édition du championnat d'Italie du contre-la-montre, et remporte le Trofeo Alcide Degasperi ainsi qu'une étape de l'Adriatica Ionica Race et du Tour du Frioul-Vénétie Julienne. En juillet 2021, il devient stagiaire chez Gazprom-RusVelo. 
Il passe finalement professionnel en 2023 au sein de l'équipe Bardiani CSF Faizanè, renommée Green Project-Bardiani CSF-Faizanè. Il commence sa saison au mois de janvier sur la Clàssica Comunitat Valenciana 1969. On le retrouve ensuite engagé sur diverses manches du Challenge de Majorque.

## Palmarès
- 2014
  - 3e du championnat d'Italie du contre-la-montre juniors
- 2015
  - 2e du Giro della Lunigiana
- 2017
  - La Bolghera
  - Gran Premio Città di Vigonza
  - 2e du championnat d'Italie du contre-la-montre par équipes espoirs
  - 3e de la Schio-Ossario del Pasubio
- 2018
  - Cirié-Pian della Mussa
  - 1re étape du Tour de Nouvelle-Calédonie (contre-la-montre par équipes)
- 2019
  - 3e étape du Tour de Vénétie
  - 1reb (contre-la-montre) et 3e étapes du Tour de Nouvelle-Calédonie
- 2020
  - Trofeo Fubine Porta del Monferrato
  - Astico-Brenta
- 2021
  - Mémorial Vincenzo Mantovani
  - Trofeo Alcide Degasperi
  - Giro del Piave
  - 1re étape du Tour de Vénétie (contre-la-montre par équipes)
  - Coppa Bologna
  - Coppa Varignana
  - Coppa Città di San Daniele
  - 3e des Strade Bianche di Romagna
- 2022
  - 4e étape de l'Adriatica Ionica Race
  - Giro del Piave
  - Tour de Vénétie :
    - Classement général
    - 5e étape

  - Gran Premio Radici Group
  - 3e étape du Tour du Frioul-Vénétie Julienne
  - 2e du Trofeo di Monte Urano
- 2025
  - 2e du Visegrad 4 Bicycle Race-GP Slovakia

## Classements mondiaux
| Année                                 | 2019  | 2020  | 2021 | 2022  | 2023  | 2024  |
| ------------------------------------- | ----- | ----- | ---- | ----- | ----- | ----- |
| Classement mondial                    | 2534e | 1316e | 855e | 1126e | 2348e | 1341e |
| UCI Europe Tour                       | 1605e | 1006e | 660e | 798e  | nc    | nc    |
|                                       |       |       |      |       |       |       |
| Légende : nc = non classéSource : UCI |       |       |      |       |       |       |